# Robbie Tucker
Robbie Tucker (Michigan, 5 aprile 2001) è un attore statunitense, meglio conosciuto per il suo ruolo di Hope Shanowski in Hope & Faith.

## Biografia
Robbie Tucker è nato in Michigan. All'età di sette anni si è trasferito con la famiglia in California, dove la sorella Jillian Rose Reed ha intrapreso la carriera di attrice. Spinto da questo fatto, Robbie ha iniziato anch'egli a interessarsi al mondo della recitazione finendo per diventare anche lui attore.
Ha esordito come attore nel 2008 in un episodio della serie televisiva Tasty Time with ZeFronk.
Ha recitato in diverse altre serie televisive, tra le quali Criminal Minds, FlashForward e Diario di una nerd superstar. Al cinema ha recitato nei film Vi presento i nostri, Prom - Ballo di fine anno e Weekend in famiglia.

## Filmografia
- Tasty Time with ZeFronk, nell'episodio "Dom's Tomato Surprise" (2008)
- Criminal Minds (Criminal Minds), nell'episodio "Sfumature di grigio" (2009)
- FlashForward (FlashForward), negli episodi "Muove il bianco" (2009) e "Questa casa è anche mia" (2009)
- C'è sempre il sole a Philadelphia (It's Always Sunny in Philadelphia), nell'episodio "Un Natale molto allegro" (2009)
- Vi presento i nostri (Little Fockers) (2010)
- Hop (Hop) (2011) (non accreditato)
- Losing Control (2011)
- Prom - Ballo di fine anno (Prom), regia di Joe Nussbaum (2011)
- Shuffle (2011)
- The League (The League), negli episodi "Chiusi fuori" (2011) e "St. Pete" (2011)
- Pack of Wolves (2012) Film TV
- Febbre d'amore (The Young and the Restless) (2009-2012) Serie TV
- Diario di una nerd superstar (Awkward.), nell'episodio "Time after time" (2012)
- Weekend in famiglia (Family Weekend) (2013)
- Sullivan & Son, nell'episodio "Winning Is Everything" (2013)
- Hole - cortometraggio, voce (2013)
- See Dad Run, negli episodi "See Dad Be Normal.Ish" (2013), "See Dad Have Chemistry" (2013), "See Dad Have a Career" (2013), "See Dad See Joe Sleepwalk" (2014), "See Dad Run Until He Drops" (2014), "See Dad Rough It" (2014), "See Dad Become Room Mom" (2014), "See Dad Live at Five" (2014) e "See Dad Get Into the Ring" (2014)

## Riconoscimenti
| Anno | Premio              | Categoria                                                                             | Lavoro                    | Risultato       |
| ---- | ------------------- | ------------------------------------------------------------------------------------- | ------------------------- | --------------- |
| 2012 | Young Artist Award  | Miglior performance in un film – Giovane attore ragazzo e bambino                     | Prom - Ballo di fine anno | Candidato/a     |
| 2012 | Young Artist Award  | Miglior performance in una serie tv – Giovane attore di 12 anni e meno                | Febbre d'amore            | Vincitore/trice |
| 2015 | Young Artist Awards | Miglior performance in una serie televisiva – Giovane attore ricorrente di anni 11-16 | See Dad Run               | Candidato/a     |